# 포 래즈

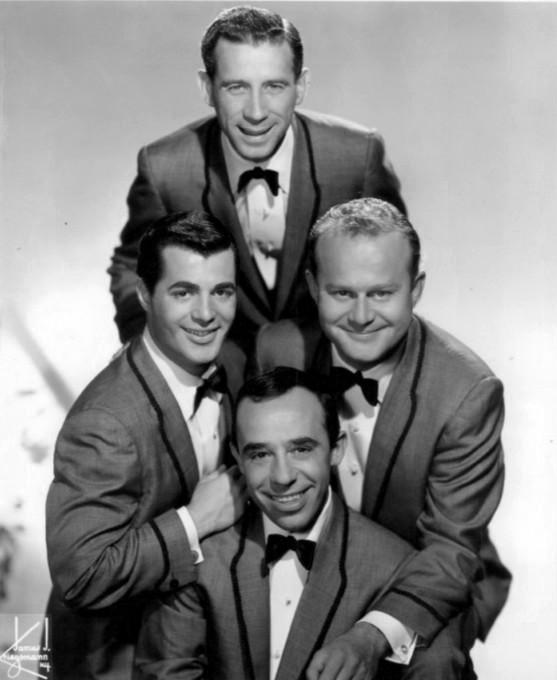
1969년

포 래즈(The Four Lads)는 전원이 캐나다의 토론토 출신인 음악 그룹이다. 프랭크 브세리, 버너드 투리슈, 제임스 아놀드, 토리 코다리니의 네 사람은 소년 시절부터 성가대 학교에서 함께 노래를 부른 사이였다. 골든게이트 쿼르텟의 인정을 받아서 뉴욕으로 진출하였다. 1951년에 조니 레이의 히트곡 《크라이》의 백코러스를 시초로 《추억의 때》(1953년) 외에도 많은 밀리언 셀러를 내었다.